# Amélie Rotar
Amélie Maria Rotar (ur. 24 października 2000 w Martigues) – francuska siatkarka, reprezentantka kraju, grająca na pozycji przyjmującej.
Urodziła w Martigues, gdyż wtedy w drużynie Martigues VB grał jej ojciec Teodor-Dumitru Rotar, który jest rumuńskim siatkarzem i później został trenerem siatkarskim. Jej matka też była siatkarką, grała m.in. w klubie Vandœuvre Nancy VB. Młodszy o 4 lata jej brat Tèo gra w siatkówkę plażową. Natomiast dziadek był prezesem męskiej drużyny Chaumont VB 52. Zaczęła grać w siatkówkę w wieku 10 lat. Zanim w pełni zainteresowała się siatkówką, próbowała innych dyscyplin sportowych.
W styczniu 2019 roku zadebiutowała w reprezentacji Francji podczas turnieju eliminacyjnego w Danii do Mistrzostw Europy 2019.

## Sukcesy klubowe
Puchar Francji:
- 2023[10], 2024[11]

Puchar Challenge:
- 2024[12]

Liga francuska:
- 2024[13]

Puchar Rumunii:
- 2025[14]

Puchar CEV:
- 2025[15]

Liga rumuńska:
- 2025[16]

## Sukcesy reprezentacyjne
Liga Europejska:
- 2022[17]

## Nagrody indywidualne
- 2025: MVP finału Pucharu Rumunii[18]